# La Riera (serie de televisión)
La Riera fue una telenovela catalana que se emitió a través del canal autonómico TV3 de Televisión de Cataluña desde el 10 de enero de 2010. La serie se estrenó 16 años más tarde del lanzamiento de su primera telenovela, Poblenou, en sustitución de El cor de la ciutat finalizada un mes antes.
El día 6 de noviembre de 2015 Televisión de Cataluña confirmó que la serie concluiría al final de la séptima temporada, pero posteriormente el día 30 de marzo de 2016 anunció la renovación de la serie por una temporada más.
La Riera dio su adiós definitivo el día 25 de junio de 2017, en una gran gala en los platós de TV3 con todos los actores y productores de la serie. En esta gala se desveló la serie sucesora: Com si fos ahir.
Posteriormente la serie ha sido emitida en À Punt y IB3.

## Argumento
Se trata de la historia de una familia que regenta un restaurante en un pueblo ficticio de El Maresme, no muy lejos de Barcelona. La acción comienza cuando el patriarca de la familia, Ignasi Guitart, reúne a su mujer y sus hijos para explicarles que dejará la dirección del restaurante y se irá de Sant Climent. La noticia, totalmente inesperada para todos, provoca una sacudida emocional y un cambio de roles en la familia. Los cuatro hijos (Claudi, Ernest, Lluís y Sergi) y la madre (Mercè) son los personajes principales alrededor de los cuales giran las tramas principales.

## Episodios y audiencias
| Temporada | Episodios   | Fechas de emisión                             | Audiencia       | Ref.   |  |
| --------- | ----------- | --------------------------------------------- | --------------- | ------ |  |
| 1         | 1 - 131     | 10 de enero de 2010 - 18 de julio de 2010     | 366.000 (19,3%) | [ 10 ] |  |
| 2         | 132 - 331   | 6 de septiembre de 2010 - 17 de julio de 2011 | 425.000 (22,7%) | [ 11 ] |  |
| 3         | 332 - 533   | 5 de septiembre de 2011 - 15 de julio de 2012 | 469.000 (23,8%) | [ 12 ] |  |
| 4         | 534 - 734   | 3 de septiembre de 2012 - 15 de julio de 2013 | 499.000 (24,9%) | [ 13 ] |  |
| 5         | 735 - 942   | 2 de septiembre de 2013 - 20 de julio de 2014 | 487.000 (24,2%) |        |  |
| 6         | 943 - 1156  | 1 de septiembre de 2014 - 26 de julio de 2015 | 497.000 (24,8%) |        |  |
| 7         | 1157 - 1344 | 7 de septiembre de 2015 - 30 de julio de 2016 | 384.000 (21,8%) |        |  |
| 8         | 1345 - 1534 | 5 de septiembre de 2016 - 25 de junio de 2017 | 321.000 (18,8%) |        |  |

## Premios y nominaciones
- 2010 - Premio Tàstum del Fòrum Agroalimentari de Cataluña.[14]